# Anticonceptiu subdèrmic
Un anticonceptiu subdèrmic, o implant subdèrmic anticonceptiu, o implant anticonceptiu, si bé també rep noms més inespecífics com implant subdèrmic hormonal o, més senzillament, implant subdèrmic; és un mètode anticonceptiu hormonal femení d'acció perllongada que es basa en un dispositiu de plàstic en forma de vareta amb una càrrega hormonal que va alliberant-se per sota de la pell. La seva col·locació ha de realitzar-la un ginecòleg amb anestèsia local. La vareta és flexible, de 4 cm de longitud i 2 mm de diàmetre, es col·loca sota la pell a la cara interna de la part superior del braç i va alliberant petites quantitats d'hormones (gestàgens) durant tres anys. La vareta, un cop col·locada es pot palpar però no es veu. L'implant es retira amb anestèsia local fent una petita incisió per extreure'n la vareta. Les marques comercials d'aquest producte a Espanya són Implanon® i Jadelle®.
La seva eficàcia anticonceptiva és molt alta, entre altres coses perquè, com ocorre també amb el DIU, no és susceptible d'oblits com a la píndola anticonceptiva, ni el seu efecte es veu modificat (minvat) per eventuals vòmits o diarrees, per exemple, com pot passar amb aquesta. Segons un estudi realitzat al centre de salut del districte municipal de La Chana, a Granada, amb 372 implants estudiats entre els anys 2003 i 2005, aquest mètode anticonceptiu és el més eficaç, amb una taxa de 0,05 embarassos per cada a 100 dones en un any, una taxa inferior fins i tot a la vasectomia i a la lligadura de trompes. La taxa pel preservatiu masculí és de 15,00 embarassos mentre que per a la píndola anticonceptiva clàssica aquesta és de 8'00 embarassos per a cada 100 dones i any.
Per la seva composició pot donar alteracions del cicle menstrual. Segons l'estudi fet a Granada, prop del 40% de dones usuàries presentaven un menor sangrat a la menstruació que abans d'utilitzar l'implant, però to i així és ben acceptat per a aquestes. Requereix poques mèdiques i és reversible, és a dir que es pot treure en qualsevol moment i, un cop extret, la dona torna a ser fèrtil. També pot ser que la menstruació es torni irregular, i és probable que amb el temps vagin disminuint les menstruacions o fins i tot desapareguin totalment. Els efectes poden ser diferents a cada dona particular però en cap cas queda perjudicada la seva salut ni la fertilitat.
Cal tenir present que, com la resta de mètodes anticonceptius hormonals (front als de barrera), l'implant subcutani protegeix de l'embaràs però no d'infeccions de transmissió sexual ni de la sida.

## Postpart i lactància
Com els altres contraceptius que només contenen progesterona, l'implant subcutani el poden fer servir les dones durant la lactància.